# Знаки поштової оплати Вірменії 2019
Знаки поштової оплати Вірменії 2019 — перелік поштових марок, введених в обіг національним оператором «HayPost» у 2019 році.
2019 року було випущено __ поштові марки, у тому числі __ комеморативних (пам'ятних) поштових марок та __ стандартні поштові марки.
Відсортовані за датою введення.

## Список комеморативних марок
| № у каталозі | Зображення       | Опис та джерело | Номінал                                   | Дата введення в обіг   | Тираж    | Дизайн                                                       |
| ------------ | ---------------- | --- | ----------------------------------------- | ---------------------- | -------- | ------------------------------------------------------------ |
| №            |                  | Марка «Видатні вірмени. 100-річчя з дня народження Сільви Капутікян»                                                                                      | 120,00 драм                               | 22 січня 2019 року     | 30 000   | Давід Довлатян                                               |
| №            |                  | Блок з однієї марки: - «Видатні вірмени. 150-річчя з дня народження Ованеса Туманяна»                                                                     | 1100,00 драм                              | 18 лютого 2019 року    | 20 000   | Ваагн Мкртчян                                                |
| №            |                  | Спільний випуск «Вірменія-Португалія» з двох марок: - «150-річчя з дня народження Галуста Гюльбенкяна» - «150-річчя з дня народження Галуста Гюльбенкяна» | 230,00 драм 330,00 драм                   | 26 березня 2019 року   | 40 000х2 | Ваагн Мкртчян (Вірменія), компанія «Atelier B2» (Португалія) |
| №            |                  | Марка «Флора і фауна стародавнього світу» | 230,00 драм                               | 27 березня 2019 року   | 30 000   | Давід Довлатян                                               |
| №            |                  | Марка «Пожежники» | 330,00 драм                               | 6 травня 2019 року     | 30 000   | Ваагн Мкртчян                                                |
| №            |                  | Зчіпка «Історія Вірменії. Історичні столиці Вірменії» з двох марок: - «Ані (X століття н.е.)» - «Єреван (XX століття н.е.)»                               | 160,00 драм 170,00 драм                   | 16 травня 2019 року    | 30 000х2 | Давід Довлатян                                               |
| №            |                  | Марка «Міжнародні. Європа 2019. Національні птахи» | 350,00 драм                               | 21 травня 2019 року    | 30 000   | Ашхен (Міла) Хандзрацян                                      |
| №            |                  | Марка «150-річчя з дня народження Махатми Ганді» | 650,00 драм                               | 23 травня 2019 року    | 40 000   | Ваагн Мкртчян                                                |
| №            |                  | Марка «Спорт. Вірменські відомі футболісти. Генріх Мхітарян»                                                                                              | 450,00 драм                               | 4 червня 2019 року     | 40 000   | Ваагн Мкртчян                                                |
| №            |                  | Марка «100-річчя з дня заснування Єреванського державного університету»                                                                                   | 220,00 драм                               | 27 червня 2019 року    | 30 000   | Левон Лачікян                                                |
| №            |                  | Марка «Євразійський економічний союз» | 330,00 драм                               | 9 серпня 2019 року     | 30 000   | Давід Довлатян                                               |
| №            |                  | Блок з однієї марки: - Марка «Спорт. Сьомі Панвірменські ігри»                                                                                            | 870,00 драм                               | 20 серпня 2019 року    | 15 000   | Давід Довлатян                                               |
| №            |                  | Марка «Релігія. Патріарша резиденція» | 220,00 драм                               | 18 вересня 2019 року   | 60 000   | Геворг Погосян                                               |
| №            |                  | Марка «Всесвітньо відомі вірмени. Арам Хачатурян» | 380,00 драм                               | 27 вересня 2019 року   | 40 000   | Татевік Авагян                                               |
| №            |                  | Марка «Видатні вірмени. 100-річчя з дня народження Геворга Еміна»                                                                                         | 120,00 драм                               | 30 вересня 2019 року   | 30 000   | Ваагн Мкртчян                                                |
| №            |                  | Марка «Регіональна співдружність в галузі зв'язку. Музеї. 100-річчя з дня заснування Музею історії Вірменії»                                              | 220,00 драм                               | 30 вересня 2019 року   | 40 000   | Давід Довлатян                                               |
| №            |                  | Блок з однієї марки: - Марка «Всесвітній конгрес з інформаційних технологій в Єревані»                                                                    | 650,00 драм                               | 7 жовтня 2019 року     | 12 000   | Ваагн Мкртчян                                                |
| №            |                  | Марка «Гуманітарна ініціатива «Аврора». Лауреати премії «Аврора». Чжо Ла Аун» з благодійним купоном                                                       | 350,00 драм; 120 драм (благодійний купон) | 16 жовтня 2019 року    | 12 000   | Алла Мінгальова                                              |
| №            |                  | Марка «Вірменська історія. 100-річчя першої поштової марки Вірменії»                                                                                      | 230,00 драм                               | 11 листопада 2019 року | 40 000   | Давід Довлатян                                               |
| №            |                  | Зчіпка «Флора і фауна» з двох марок: - Марка «Флора і фауна Вірменії. Рибалочка» - Марка «Флора і фауна Вірменії. Передньоазіатський леопард»             | 230,00 драм 330 драм                      | 12 листопада 2019 року | 30 000х2 | Ашхен (Міла) Хандзрацян                                      |
| №            |                  | Блок з однієї марки: - Марка «Видатні вірмени. 150-річчя з дня народження Комітаса»                                                                       | 1100,00 драм                              | 1 грудня 2019 року     | 20 000   | Геворг Погосян                                               |
| №            | [[Файл:\|150px]] | Марка «Видатні вірмени. 100-річчя з дня народження Рачії Ованесяна»                                                                                       | 120,00 драм                               | 11 грудня 2019 року    | 60 000   | Давід Довлатян                                               |

## Випуски стандартних марок

### Тринадцятий
6 лютого 2019 року в обіг були випущені 4 поштові марки, присвячені темі «13-ий стандартний випуск. Араратське царство». На поштових марках зображені печатки часів Араратського царства. Печатки датуються 8 століттям до н.е. 
27 листопада 2019 року вийшли ще дві поштові марки, присвячених темі «13-ий стандартний випуск. Араратське царство». На поштових марках також зображені печатки часів Араратського царства, датовані 8 століттям до н.е.. 
• На поштовій марці з номіналом 10 драм зображена печатка з халцедону, висота якої становить 3 сантиметри. Печатка була виявлена в селі Норатус (Гегаркунікській район). Печатка — світло-коричневого кольору, має круглу форму у вигляді гирі. На циліндричній поверхні зображено дерево життя, біля якого знаходиться крилата істота з припіднятими руками. На нижній частині печатки зображений крилатий сонячний диск.
• На поштовій марці з номіналом 50 драм зображена печатка гагату, висота якої становить 2 сантиметри. Печатка була виявлена в селі Норатус (Гегаркунікській район). Печатка — чорного кольору, має круглу форму у вигляді гирі. Через тривале використання печатки, зображення погано збереглися. На циліндричній поверхні вигравіювано сцену жертвопринесення. На стільці сидить високопоставлений жрець або правитель з піднятою рукою, а за спиною знаходиться древо життя. Попереду, на вівтарі, лежить шматок хліба. Поруч, на подібному столі, знаходиться древо життя. Біля цього столу зображений інший чоловік, що стоїть на колінах з піднятою рукою. На нижній поверхні печатки викарбувано коня з древом життя на спині.
| № у каталозі | Зображення | Опис та джерело                                      | Номінал     | Дата введення в обіг   | Тираж     | Дизайн        |
| ------------ | ---------- | ---------------------------------------------------- | ----------- | ---------------------- | --------- | ------------- |
| №            |            | Марка «13-ий стандартний випуск. Араратське царство» | 70,00 драм  | 2 лютого 2019 року     | 2 000 000 | Ваагн Мкртчян |
| №            |            | Марка «13-ий стандартний випуск. Араратське царство» | 120,00 драм | 2 лютого 2019 року     | 300 000   | Ваагн Мкртчян |
| №            |            | Марка «13-ий стандартний випуск. Араратське царство» | 230,00 драм | 2 лютого 2019 року     | 600 000   | Ваагн Мкртчян |
| №            |            | Марка «13-ий стандартний випуск. Араратське царство» | 330,00 драм | 2 лютого 2019 року     | 500 000   | Ваагн Мкртчян |
| №            |            | Марка «13-ий стандартний випуск. Араратське царство» | 10,00 драм  | 27 листопада 2019 року | 1 000 000 | Ваагн Мкртчян |
| №            |            | Марка «13-ий стандартний випуск. Араратське царство» | 50,00 драм  | 27 листопада 2019 року | 500 000   | Ваагн Мкртчян |